# Tonhão
Antônio Carlos da Costa Gonçalves (São Paulo, 23 de fevereiro de 1969 – São Paulo, 22 de outubro de 2024), conhecido como Tonhão, foi um futebolista brasileiro que atuou como zagueiro.

## Biografia
Tonhão demonstrava as novas virtudes do chamado "futebol moderno", pois força e garra eram suas marcas. Sua deficiência técnica era suprida pela determinação de quem pratica o futebol com entrega e amor. Assim ele conquistou a torcida do Palmeiras. 
Era o único jogador, de um elenco cheio de estrelas como Evair, Edmundo, Zinho, Edílson e Roberto Carlos, que tinha o nome gritado pela torcida, mesmo no banco sendo reserva de Edinho Baiano.
Ficou também conhecido como um dos participantes da briga junto com Edmundo e os jogadores do São Paulo no "Jogo da Paz" em outubro de 1994, no Morumbi, em partida válida pelo Campeonato Brasileiro. O jogo, que começou com a entrada dos times em campo com um grande abraço entre os treinadores Vanderlei Luxemburgo e Telê Santana, acabou terminando com pancadaria entre os jogadores. O atacante Edmundo deu um soco na cara do lateral André Luiz e generalizou uma briga entre os dois times. Tonhão na verdade foi tirar o Animal da confusão de jogadores após o mesmo dar um tapa no rosto de Juninho, enquanto André Luiz, por sua vez, partiu para cima do atacante tentando-o acertar com um chute, mas acabou acertando Tonhão. No total foram seis expulsos: Edmundo, Tonhão e César Sampaio pela equipe alviverde, e Juninho Paulista, Müller e Gilmar pela equipe tricolor.
No dia 15 de abril de 1995, após uma vitória do Palmeiras por 3–0 sobre a Portuguesa no Estádio Palestra Italia, em partida válida pelo segundo turno do Campeonato Paulista, Tonhão pegou uma camisa da Portuguesa e, diante da torcida, limpou as chuteiras com ela, jogou-a ao chão, pisou e cuspiu em cima. O assunto acabou gerando grande repercussão na mídia, e o zagueiro justificou que seu gesto de provocação foi uma resposta à torcida da Lusa, que, segundo ele, apedrejou seu carro no estacionamento do Estádio do Canindé no jogo do primeiro turno.
Em 22 de outubro de 2024, o Palmeiras anunciou a morte de Tonhão. Internado em um hospital particular de São Paulo, o ex-zagueiro tinha 55 anos e a causa da sua morte não foi informada.

## Títulos
Palmeiras
- Campeonato Paulista: 1993,[8] 1994[9] e 1996[10]
- Torneio Rio-São Paulo: 1993
- Campeonato Brasileiro: 1993[11] e 1994[11]